# Cratere Keeler (Marte)
Keeler è un cratere sulla superficie di Marte.
Il cratere è dedicato all'astronomo statunitense James Edward Keeler.